# Zeche Trotz
Die Zeche Trotz in Essen-Stadtwald ist ein ehemaliges Steinkohlenbergwerk. Das Bergwerk wurde bereits 1755 in den Unterlagen erwähnt. Es befand sich im Bereich der Tennisplätze an den heutigen Straßen Frankenstraße / Ägidiusstraße.

## Bergwerksgeschichte
Im Jahr 1771 wurde die Konzession für den Bergbau erteilt. Im Jahr 1802 betrug die Fördermenge 16 Ringel Steinkohle pro Tag. Ab dem Jahr 1807 war das Bergwerk für mehrere Jahre außer Betrieb. Ab Mai des Jahres 1832 wurde ein Querschlag in südlicher Richtung aufgefahren. Die Berechtsame umfasste zu diesem Zeitpunkt zwei Längenfelder. In diesem Jahr waren vier Bergleute auf dem Bergwerk beschäftigt. Im Jahr 1834 wurde ein Förderstollen aufgefahren. In diesem Jahr waren weiterhin vier Bergleute auf dem Bergwerk beschäftigt. Im Jahr 1836 wurden 4695 3/4 preußische Tonnen Steinkohle gefördert. Die Kohlen wurde im Kohlenmagazin an der Ruhr gelagert. Im Jahr darauf stieg die Förderung auf 8551 ½ preußische Tonnen Steinkohle. Im Jahr 1840 wurden zunächst noch 1913 Tonnen Steinkohle gefördert. Nachdem die Zeche Trotz jedoch einen Prozess gegen die Zeche Vereinigte Krusenberg verloren hatte, wurde sie im April desselben Jahres stillgelegt.